# はやとの風
はやとの風（はやとのかぜ）は、かつて九州旅客鉄道（JR九州）が吉松駅 - 鹿児島中央駅間を肥薩線・日豊本線・鹿児島本線経由で運行していた特急列車である。
本項では、「はやとの風」と併結運転し、吉松駅で増解結を行って人吉駅まで乗り入れていた臨時特急「人吉はやとの風」についても記述する。

## 概要
2003年に立ち上げられた南九州観光調査開発委員会における、「地域に合った観光列車を作ったら」という発言を契機として誕生。
特急「はやとの風」は、2004年3月13日に九州新幹線鹿児島ルートが部分開業した際、九州新幹線に接続する霧島方面への観光列車として運行を開始した。当初は専用車に予備がなかったため臨時列車として運転されていた。2006年3月からは、予備車が1両確保されたことで定期列車となったが、2018年3月17日のダイヤ改正で定期運行が廃止され、再び臨時列車となった。近年、JR九州は南九州に多くの観光列車を走らせているが、その端緒となった列車であった。
肥薩線全体でみると、八代駅 - 吉松駅間では、2000年まで吉松駅から吉都線を走る急行「えびの」が運行されていた。またそれ以降も八代駅 - 人吉駅間では、2016年3月に廃止・運行区間縮小されるまで、特急「くまがわ」「九州横断特急」が運行されていた。しかし、吉松駅よりも南の区間では、1978年に急行「やたけ」が快速に格下げされて以来優等列車の運行がなかった。「はやとの風」は肥薩線の吉松駅以南では、26年ぶりの優等列車運行となった。
また、2006年12月13日からは、人吉駅 - 鹿児島中央駅間を直通する「人吉はやとの風」が運行された。これは2006年10月 - 2007年3月に行われた「長崎 vs 熊本キャンペーン」に伴うものだった。「人吉はやとの風」のダイヤは2日で1往復する形となっていて、1日目に人吉駅行き、2日目に鹿児島中央駅行きが運行されていた。吉松駅 - 鹿児島中央駅間は定期列車の「はやとの風」に併結して運行していた。先述のキャンペーン終了後も、時折運行されていたが、2007年11月に運行予定だった列車が、定期の「はやとの風」が踏切事故を起こした影響で運行中止となり、それ以降は設定がない。
2022年9月23日から運行を開始した「ふたつ星4047」への改造に伴い、同年3月21日をもって運行を終了した。

## 運行概況
吉松駅 - 鹿児島中央駅間で土曜・休日および長期休暇期間中に1日2往復が運行されていた。特急列車ながらワンマン運転を行っていた。車内改札のため車掌が乗務することもあるが、車掌が乗務しない時は、客室乗務員が車内改札を行うこともあった。吉松駅発鹿児島中央駅行きの列車が下り列車で、列車番号は8021D - 8024Dとなっていた。
運行ダイヤは、下記の通り速達性よりも観光面をより重視したものとなっていた。
1. 1903年（明治36年）の肥薩線開業当時に建築された木造駅舎の残っている大隅横川駅・嘉例川駅で、全列車が約5分間停車する。
2. 竜ケ水駅から鹿児島駅間の車窓から桜島が一望できる区間を徐行で運転する。
3. 日豊本線では隼人駅と鹿児島駅のみ停車し、その他の駅では、列車行き違いのための運転停車を行う場合がある。

なお「人吉はやとの風」は「はやとの風2・3号」に連結して運行されていた。

### 停車駅
吉松駅 - 栗野駅 - 大隅横川駅 - 霧島温泉駅 - 嘉例川駅 - 隼人駅 - 鹿児島駅 - 鹿児島中央駅
- 「人吉はやとの風」の人吉駅 - 吉松駅間は各駅に停車していた。

### 使用車両・編成
普通列車用のキハ40系気動車を特急仕様に改造したキハ147 1045・キハ47 8092の2両が専用車両で、通常はキハ47 8092を1号車、キハ147 1045を2号車としていた。車両の検査時には1両を検査に出し、残った1両と指宿枕崎線の特急「指宿のたまて箱」仕様のキハ140 2066を連結して運転していた。車両は全て普通車である。改造にあたり内燃機関や台車などは変更されておらず、最高運転速度も95km/hのままだが、種車には高出力エンジン装備車両が選定されていた。その後、指宿のたまて箱で使用されているキハ47の改造車と同じく、上下振動を低減するため、加速度センサーにより検知された上下振動加速度を元に制御装置が減衰力指令値を計算して、可変減衰上下動ダンパにその指令値を送り、減衰力を可変させて上下振動を抑制する、減衰力制御弁付きの可変減衰上下動ダンパを台車の枕ばね（コイルばね）に装備され、車体には4つの加速度センサーと制御装置が搭載された。
運行開始当初はキハ147 1045（1号車）・キハ140 2066（2号車）の2両編成で、予備車両がなかったため検査や故障時は運休となっていたこともあった。ほぼ毎日運転していたが臨時列車の扱いであった。2006年にキハ47 8092が加わるとこれを1号車とし、従来1号車だったキハ147 1045は方向転換の上で2号車に変更。2号車だったキハ140 2066は予備車となったため「はやとの風」の臨時列車扱いは解除され、多客時には3両で運行するようになった。キハ140 2066は単行運転が可能のため「人吉はやとの風」にも用いられていた。
「人吉はやとの風」が運休になった事故の際には「はやとの風」の専用車両が1両しか運行できなくなったため、2号車（当時は全車自由席）に普通列車用のキハ40系を充当し、2号車には乗車券のみで乗車可能とする措置を取っていたこともある。
2011年3月12日のダイヤ改正で「指宿のたまて箱」が運行を開始すると、キハ140 2066は「はやとの風」「指宿のたまて箱」の共通予備車の形となった。
2012年3月には「指宿のたまて箱」仕様に改装されたため、「はやとの風」仕様の車両は運行開始当初の2両に戻っている。
なお、運行開始以来1号車を座席指定席、2号車を自由席として運行していたが、2015年3月14日のダイヤ改正に伴い2号車の大半も指定席に変更され、自由席は2号車の8席および1・2号車のフリースペースのみとなった。2021年12月25日の運転再開以降は自由席はなくなり全車指定席となっている。

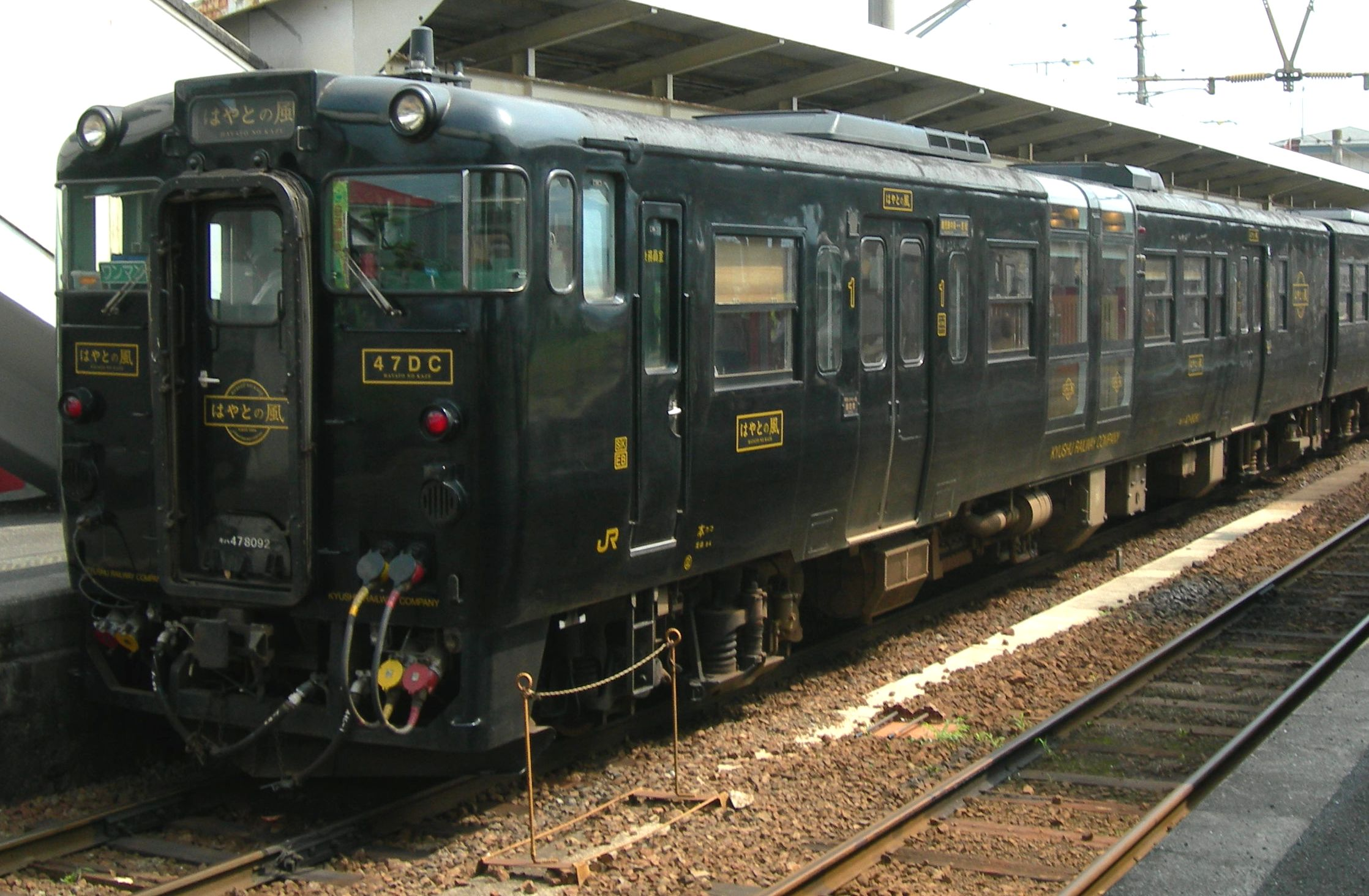
キハ47 8092
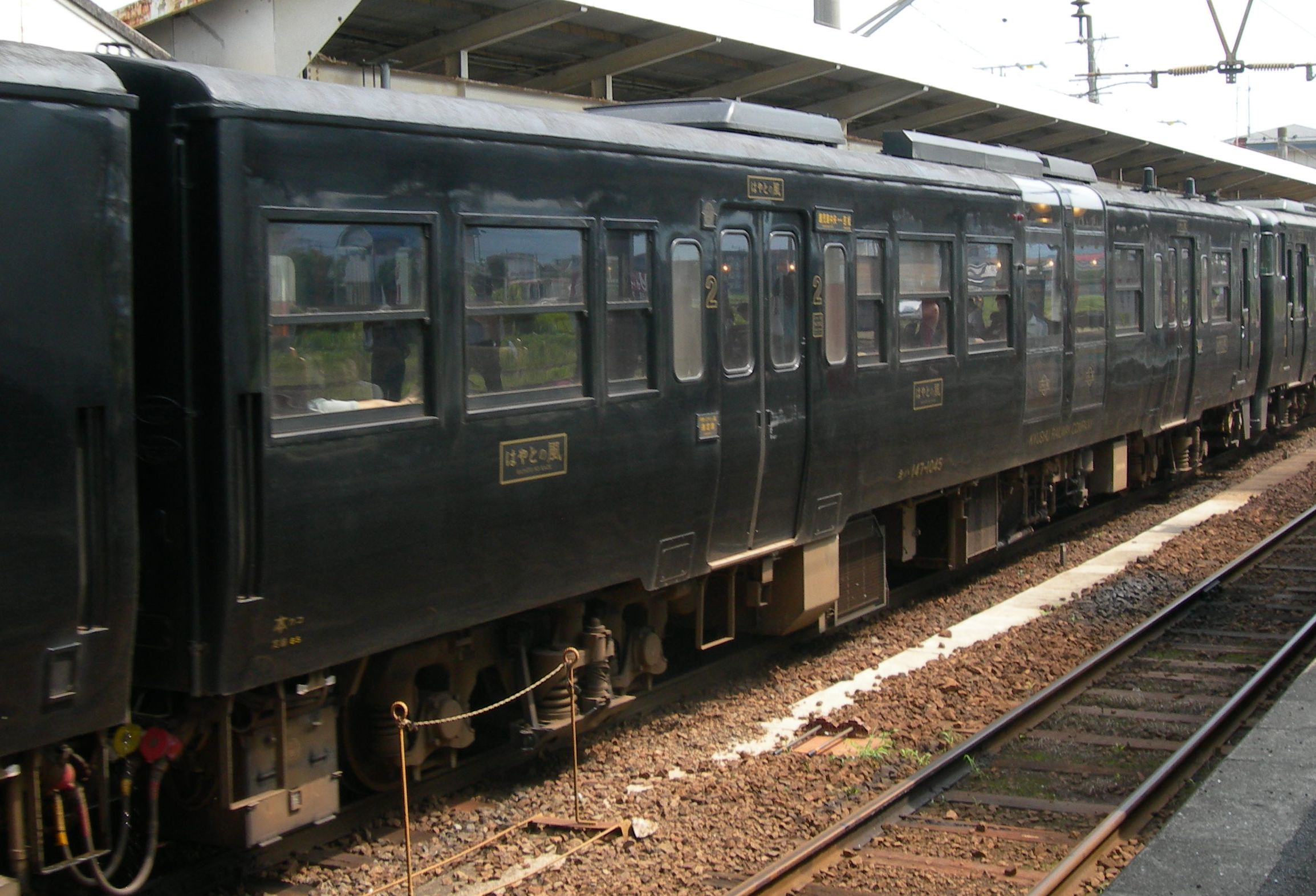
キハ147 1045
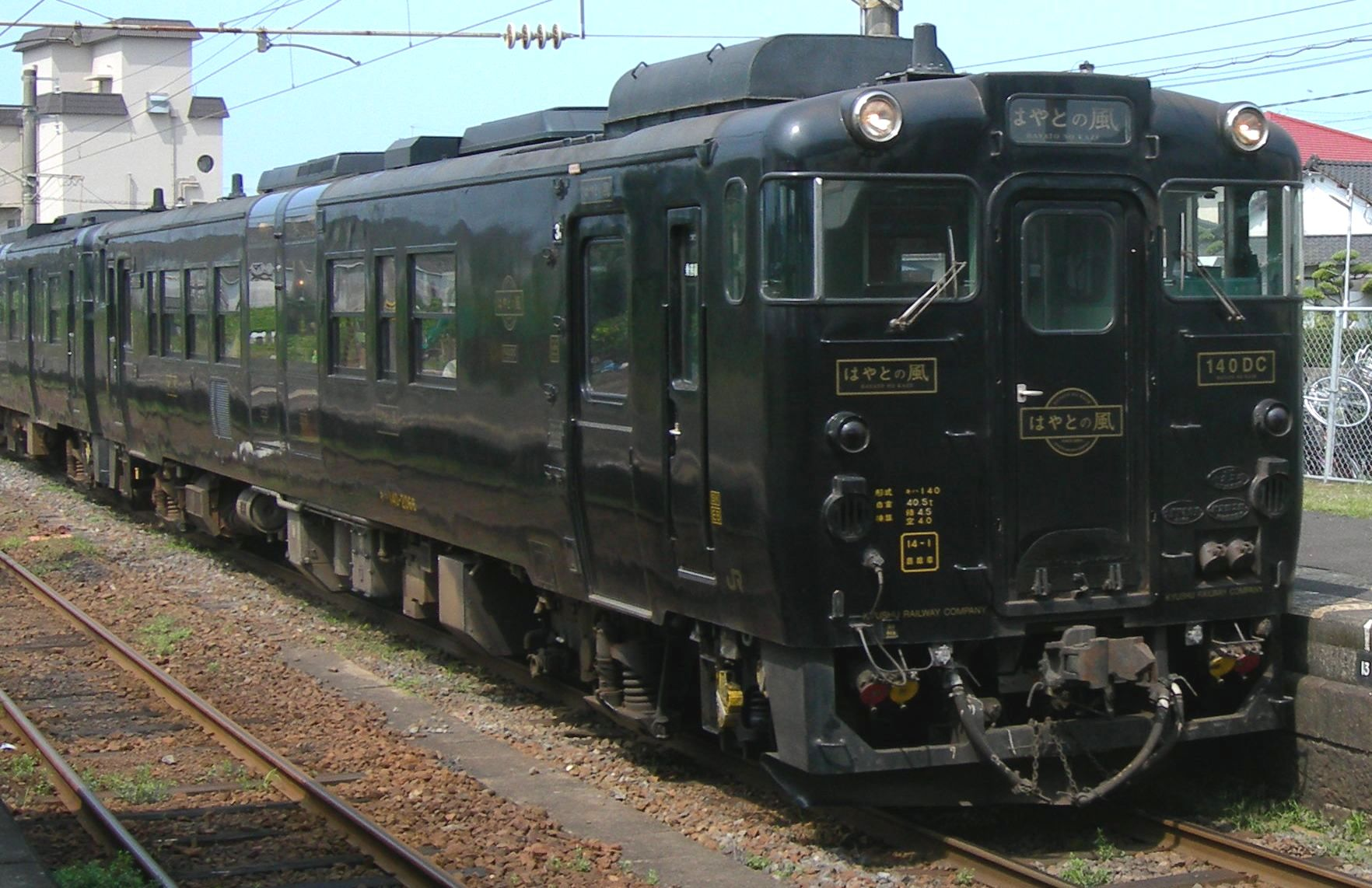
キハ140 2066

#### 外観・内装
車体はロイヤルブラック一色に塗装されている。キハ40系気動車の暖地型の改造であるため、デッキはなく、ほかの近郊形気動車同様に、窓は開閉可能である。内装は難燃木材を使用していて暖かみのある内装となっている。後に追加で改造されたキハ47 8092の内装は、登場時から運用されている車両に比べ明るい色調の材質を使用している。
車内は、既存の座席を全て撤去しフリーストップ式のリクライニングシートを設置。トイレの新設、エアコンの変更（独立型のバス用クーラーから、屋上集中型への変更）なども行われている。コモンスペースとして車両中央に展望席を設置している。
1号車にはサービスコーナーがあり、オリジナル記念品や沿線の名産品などが車内で販売されていた。またこの特急列車の誕生を記念して発売開始された駅弁「百年の旅物語かれい川」も販売されていた。

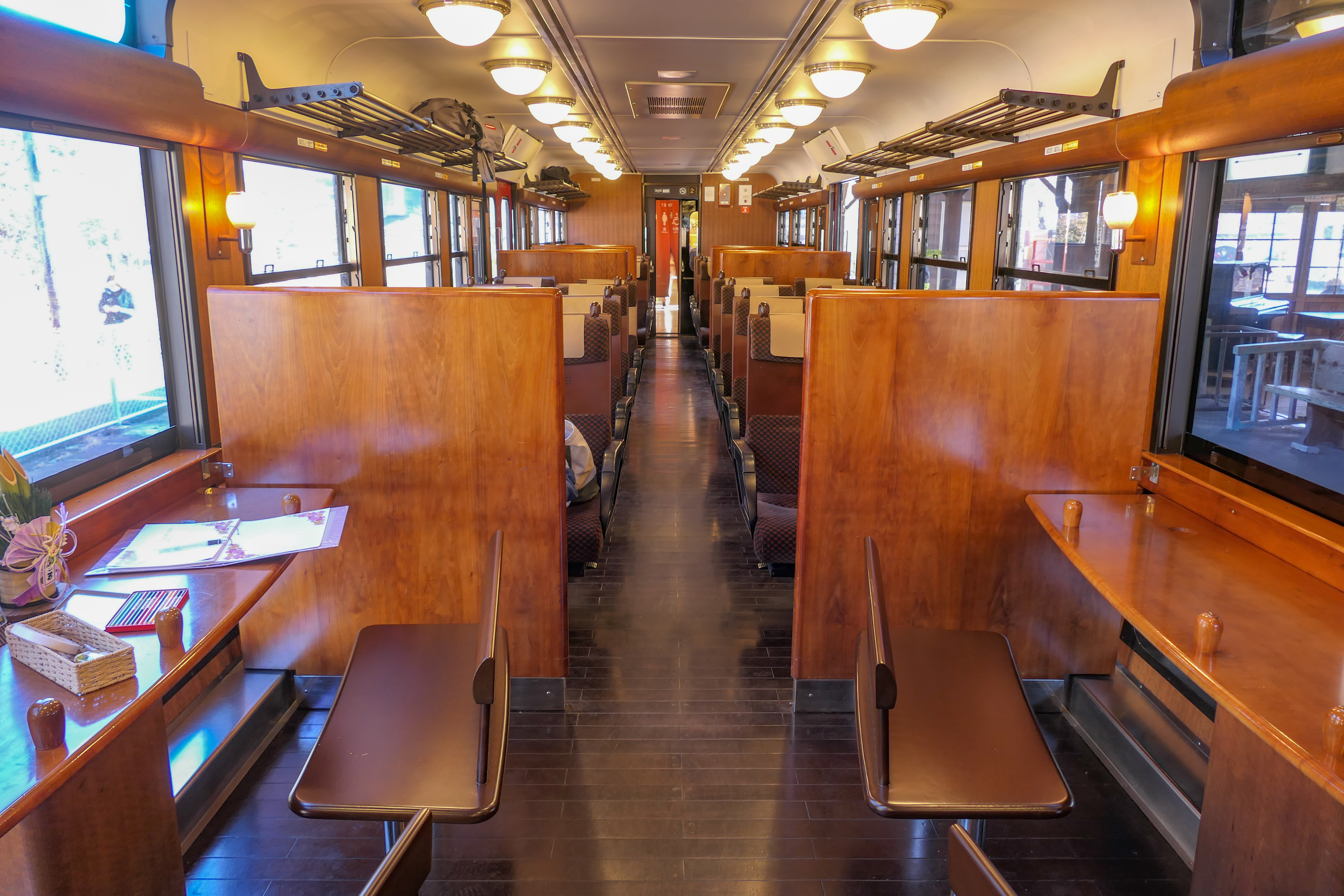
キハ147 1045 車内
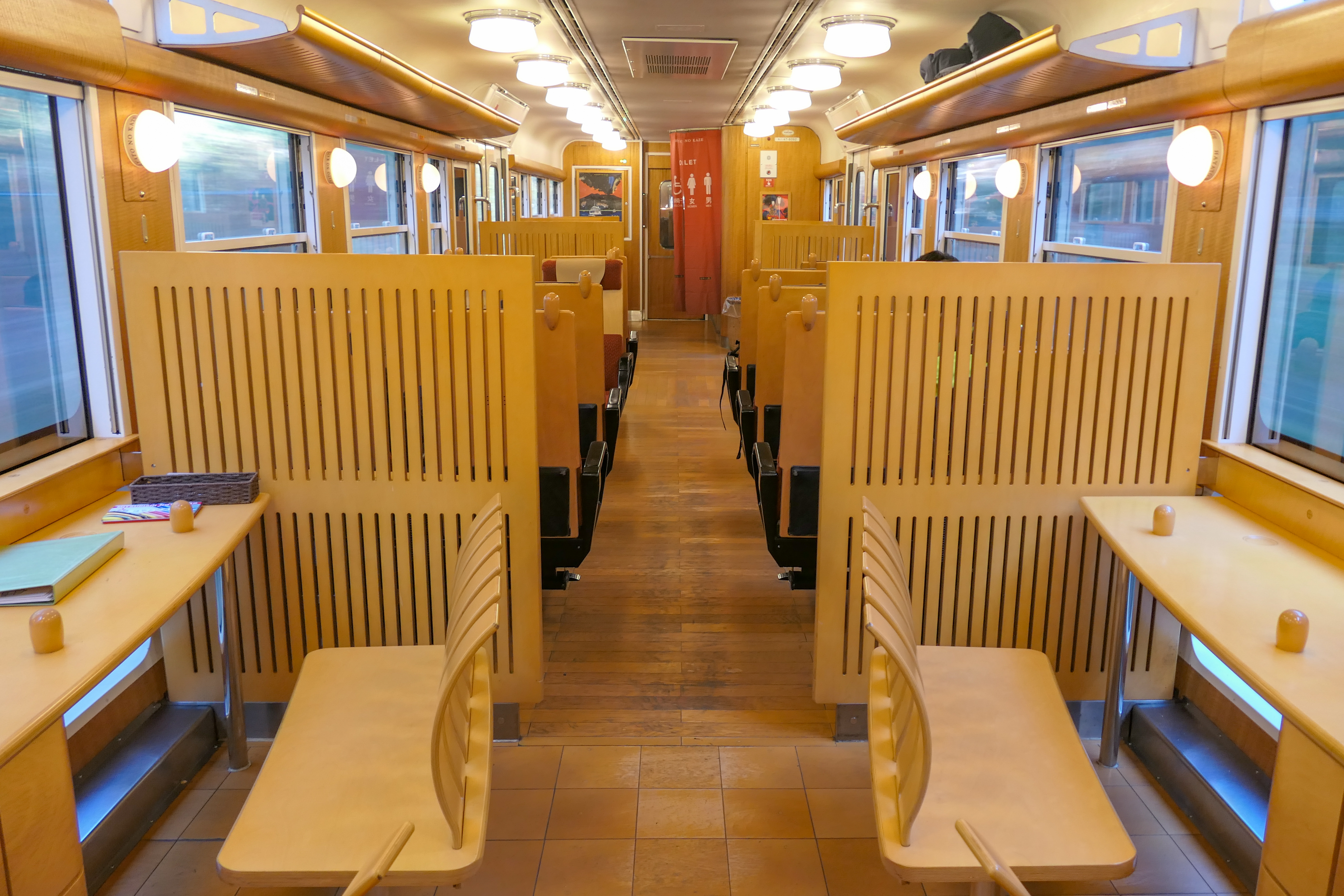
キハ47 8092 車内
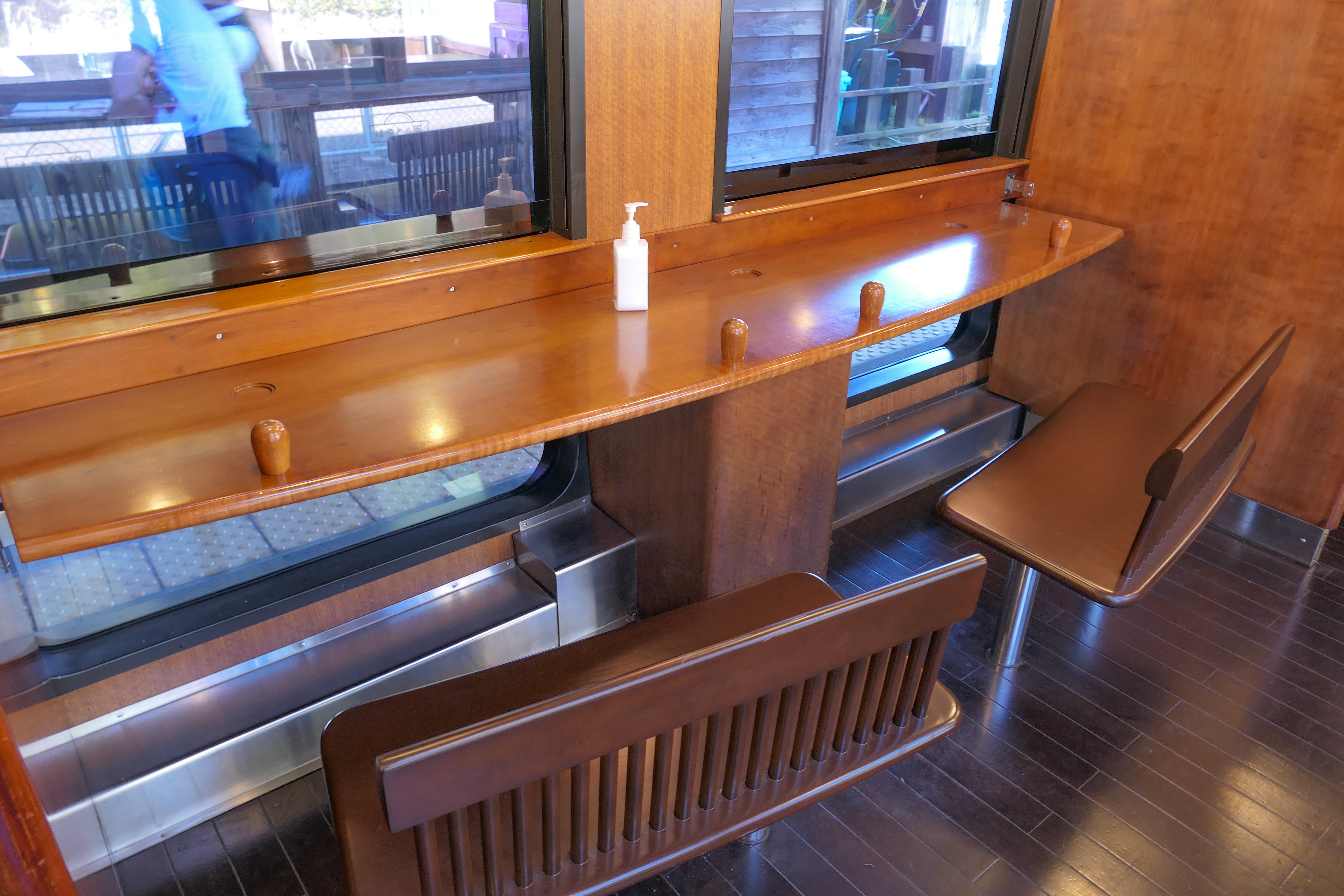
キハ147 1045 展望席
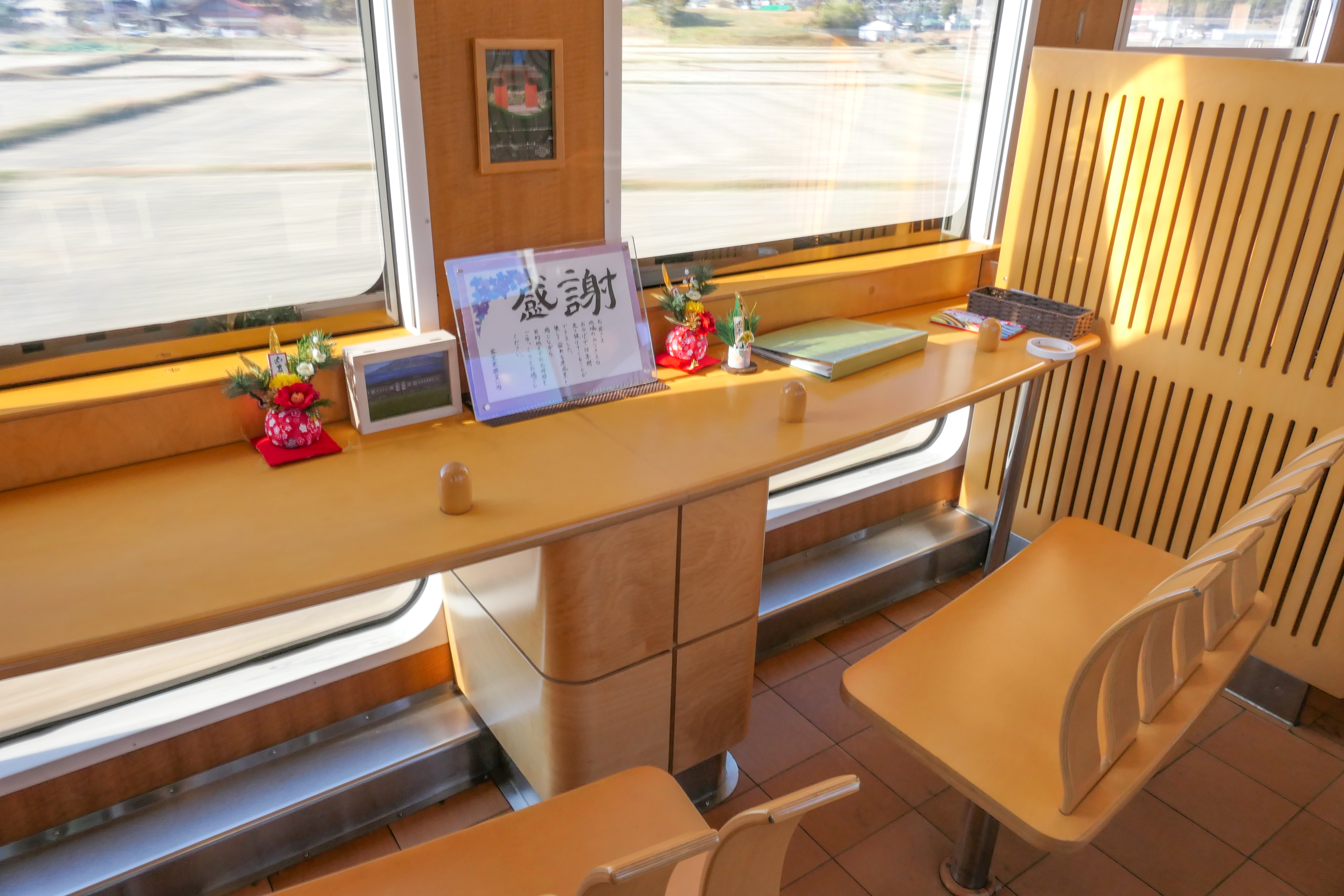
キハ47 8092 展望席
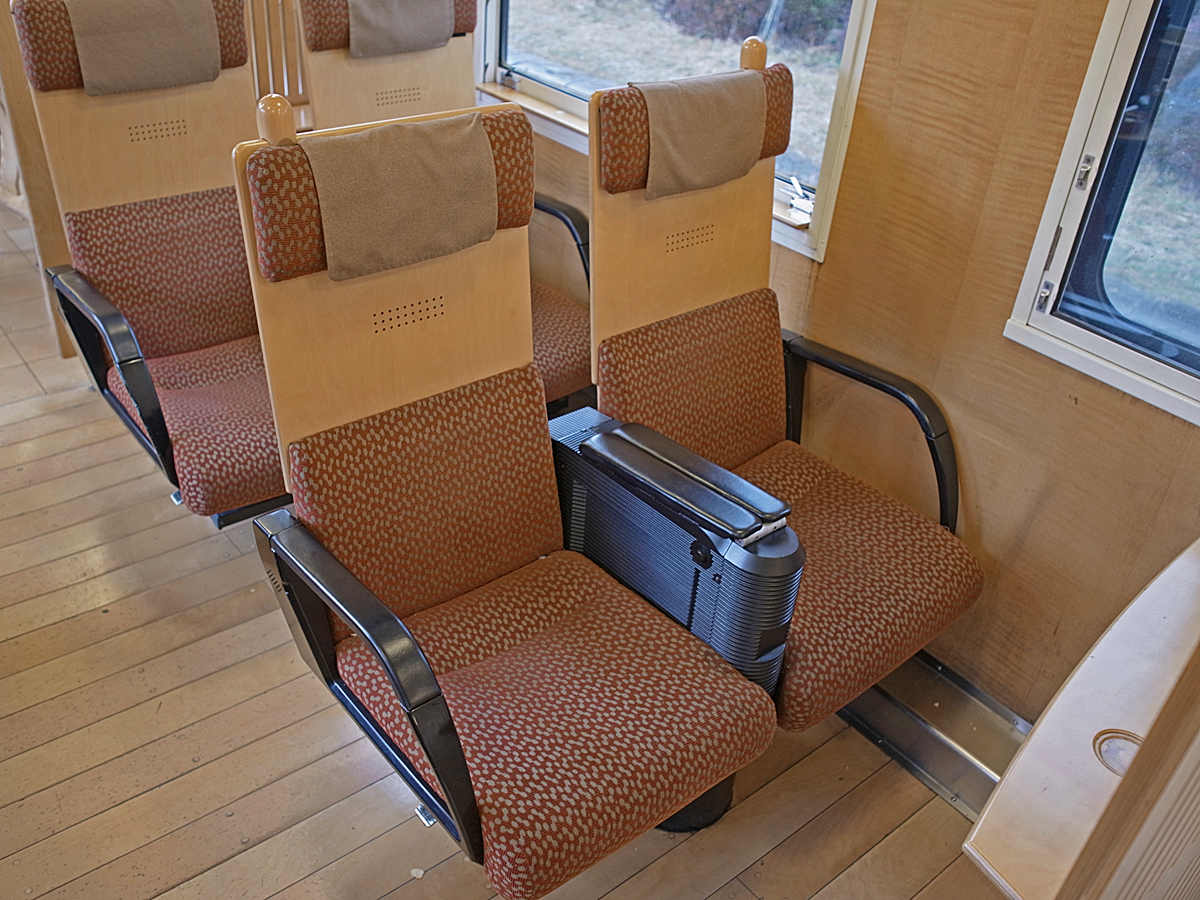
一般座席
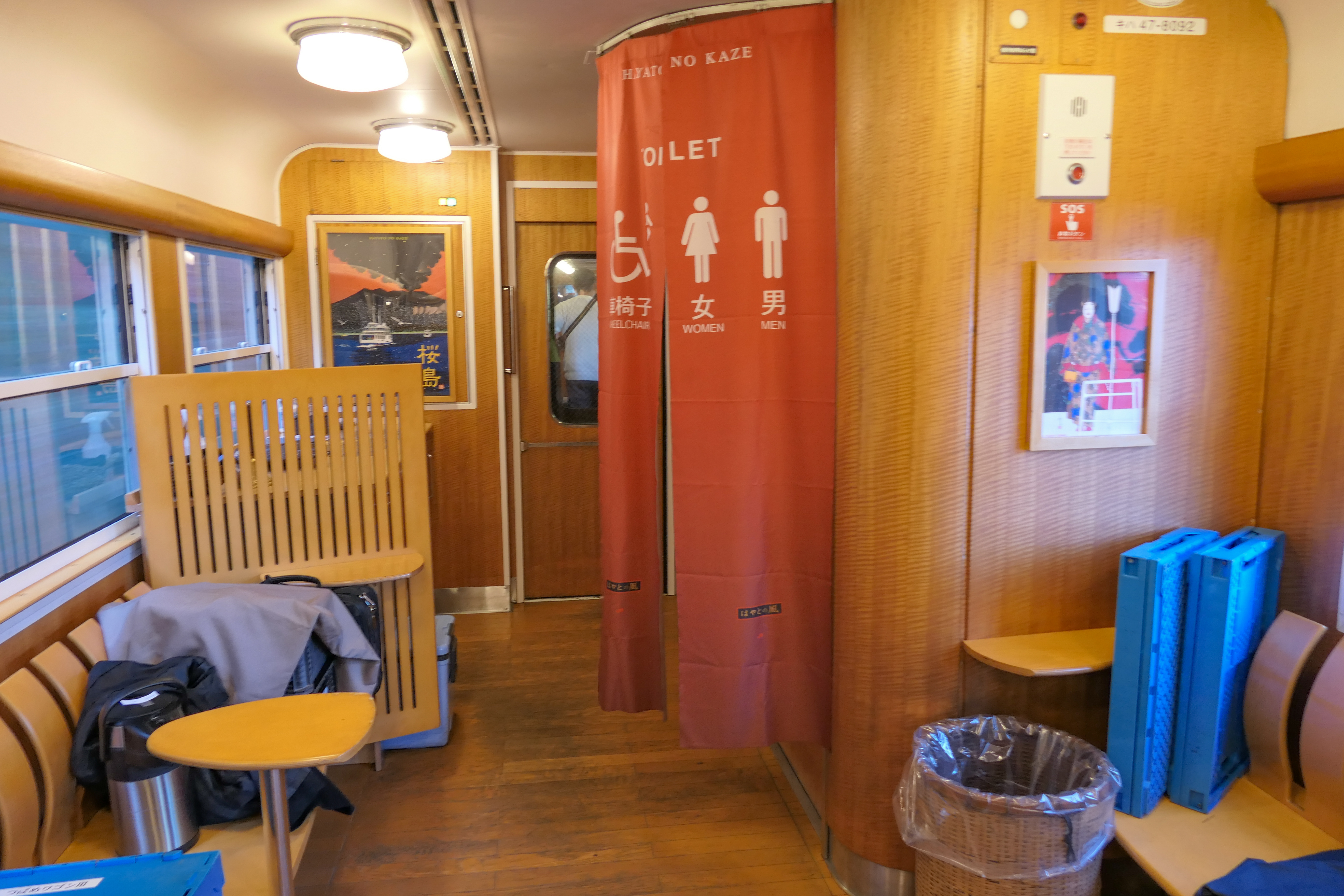
キハ47 8092トイレ付近
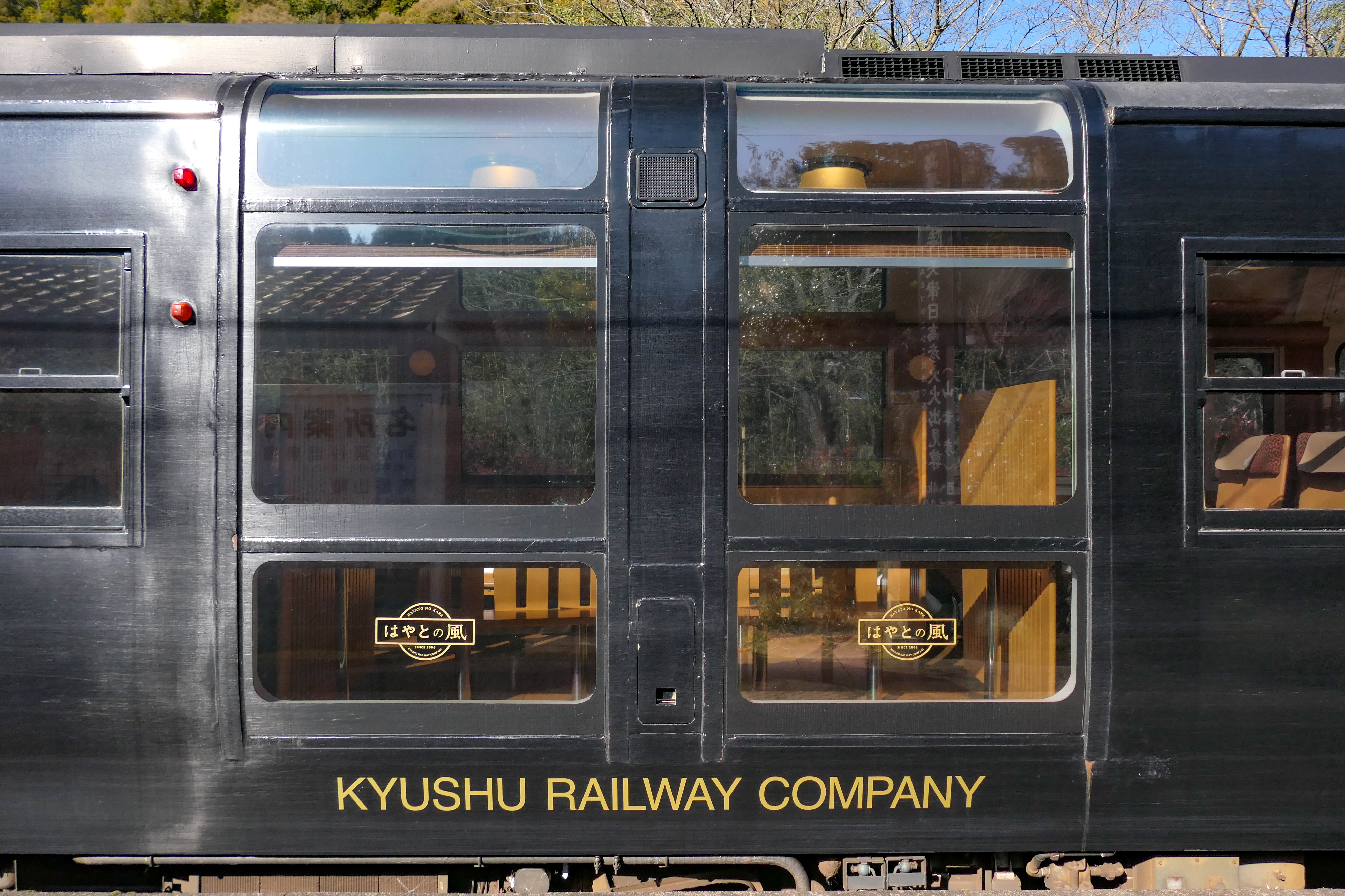
車体中央部の拡大された窓

### 「はやとの風」（吉都線）平日チャーター補助制度
吉都線の利用促進のため、宮崎県は「平日チャーター補助制度」を実施し、宮崎県内および鹿児島県湧水町の団体・旅行会社に対して「はやとの風」専用車両を平日に貸し切り、団体専用列車を運行する場合に補助金を交付していた。

## 沿革
- 2004年（平成16年）3月13日：九州新幹線鹿児島ルート開業に合わせて運行開始。この時点では専用編成が2両（キハ147 1045・キハ140 2066）のみのため、ほぼ毎日運転していたが、臨時列車の扱いだった。
- 2006年（平成18年）
  - 1月21日：キハ47 8092が専用車両に加わり、それまで使用されていたキハ140 2066は予備車・臨時列車用とされる。
  - 3月18日：定期列車に格上げ。
  - 12月13日：「人吉はやとの風」運行開始。「人吉はやとの風」には予備車のキハ140 2066が充当された。
- 2007年（平成19年）10月29日：肥薩線での踏切事故の影響により専用車両が1両しか走行できなくなったため、11月に運行予定だった「人吉はやとの風」は運行中止。以降「人吉はやとの風」の設定はない。また定期列車の「はやとの風」は車両の修理が完了するまで、残った専用車1両を1号車（指定席）、普通列車用の車両を2号車（自由席）とし、2号車には乗車券のみで乗車可能の措置が取られた。
- 2012年（平成24年）3月19日：キハ140 2066は「指宿のたまて箱」用に再改造され、2両体制に戻る[11]。これ以降、専用車両2両のどちらかが検査等で運転できない場合、この「指宿のたまて箱」用予備車を用いて運転される事もあった。
- 2015年（平成27年）3月14日：2号車の大半の座席を指定席に変更。
- 2018年（平成30年）3月17日：定期運行を廃止し、土曜・休日および多客期運転の臨時列車となる[3]。
- 2020年（令和2年）
  - 5月2日 - 5月6日：新型コロナウイルス感染症対策として、JR九州管内の特急列車全便運休の方針により、期間中の「はやとの風」を全便運休[12][13]。
  - 8月18日：新型コロナウイルスの感染拡大と令和2年7月豪雨の被害で八代 - 吉松間の不通を受け、9月19日から翌年12月19日まで運休することを発表[14]。
- 2021年（令和3年）
  - 11月26日：使用車両を2022年秋運行開始予定の「ふたつ星4047」に改造するため、2021年度内で運行を終了することを発表[5]。
  - 11月30日：運行終了日を2022年3月21日と発表[7]。
  - 12月25日：1年3ヶ月ぶりに運行を再開[15]。運転再開にあたって、全車指定席に変更されている。
- 2022年（令和4年）3月21日：「ふたつ星4047」への改造に伴い、運行を終了[1][7]。